# Terezija Stoisits

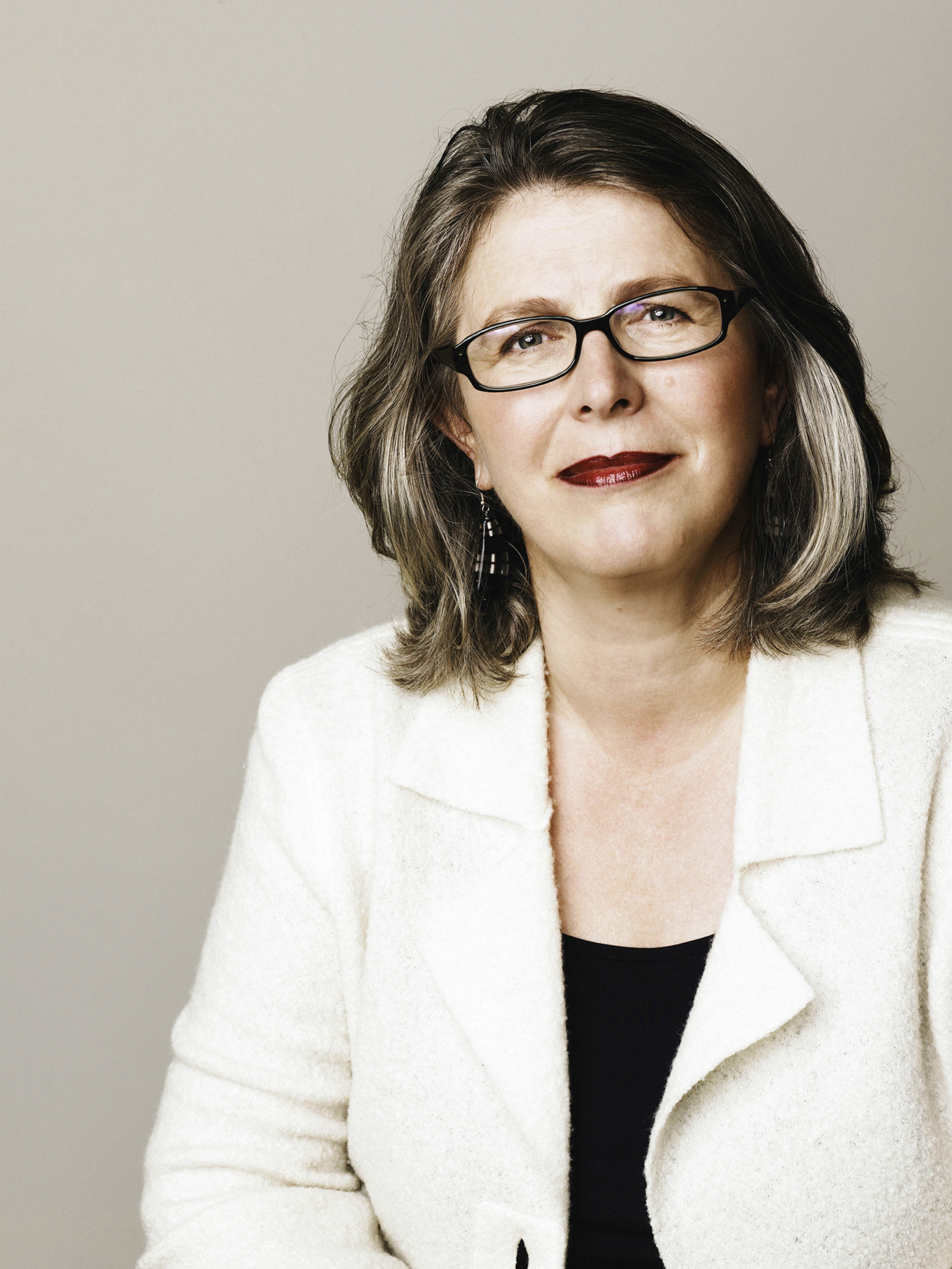
Terezija Stoisits, 2006

Terezija Stoisits [ˈtɛrɛzija ˈstɔjʃitɕ] (* 14. November 1958 in Stinatz/Stinjaki, Burgenland) ist eine österreichische Politikerin der Grünen. Vor ihrem Ausscheiden aus dem Nationalrat Ende Juni 2007 aufgrund der Wahl zur Volksanwältin war sie die längstdienende Abgeordnete der Grünen im österreichischen Parlament.

## Ausbildung und Beruf
Terezija Stoisits wuchs als Burgenlandkroatin mit den Sprachen Deutsch und Kroatisch in Stinatz/Stinjaki im Südburgenland auf. Sie besuchte die Volks- und Hauptschule und legte 1977 am Oberstufenrealgymnasium in Güssing die Matura ab. Danach begann sie ein Studium der Rechtswissenschaften an der Universität Wien, das sie 1985 mit dem Akademischen Grad Mag. iur. abschloss. Sie leistete danach ihr Gerichtsjahr ab und wechselte dann ins Bundesministerium für Unterricht, Kunst und Sport.

## Politische Laufbahn

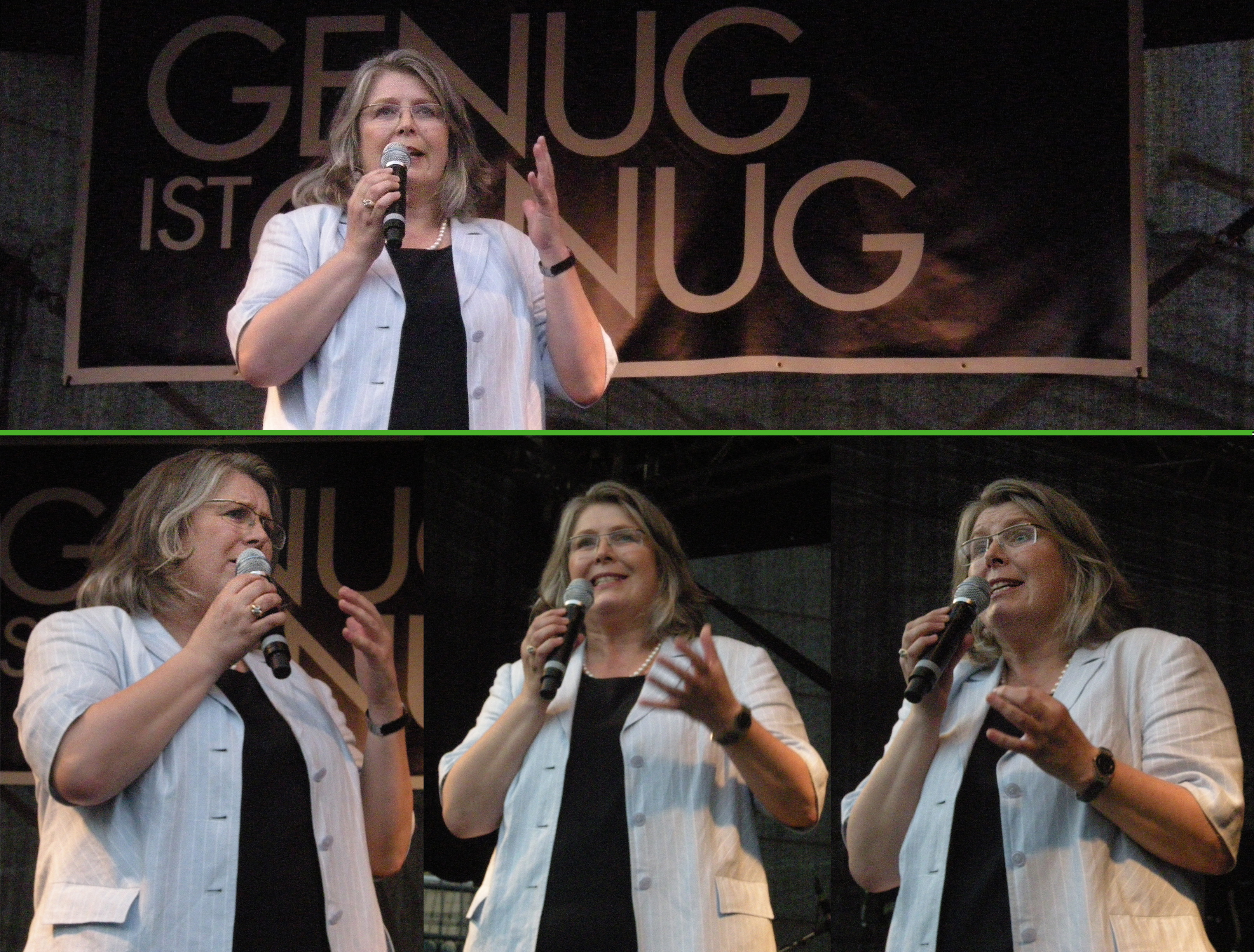
Stoisits, Wien 2010.

Stoisits zog am 5. November 1990 in den österreichischen Nationalrat ein und war zwischen 1992 und 1996 Mitglied des Bundesvorstandes der Grünen. Sie war parteiintern Vorstand des 10. Bundeslandes, der Grünen Teilorganisation der Volksgruppen und Migranten sowie parlamentarische Justiz-, Minderheiten-, Migrations-, Menschenrechts- und Mediensprecherin der Grünen. Darüber hinaus war sie Mitglied des Österreich-Konvents, Mitglied der österreichischen Delegation zur Parlamentarischen Versammlung des Europarates 2000, Mitglied des Kuratoriums des Nationalfonds der Republik Österreich und Mitglied des Kuratoriums des Versöhnungsfonds. Am 30. Juni 2007 schied sie aus dem Nationalrat aus, zuletzt war sie Mitglied im Verfassungs-, Justiz-, Innen-, Kultur- und Volksanwaltschafts- und Landesverteidigungsausschuss. Ab der XXI. Gesetzgebungsperiode (18. November 1999 bis 19. Dezember 2002) war sie überdies Obfrau des Menschenrechtsausschusses. Nach dem Ausscheiden aus dem Nationalrat übernahm sie am 1. Juli 2007 als erste grüne Politikerin die Position der Volksanwältin, welche sie bis zum 30. Juni 2013 innehatte. Mit Oktober 2013 wechselt sie zurück als Beamtin ins Bildungsministerium in die Funktion der Menschenrechtskoordinatorin und seit September 2015 als Beauftragten für Flüchtlinge in der Schule. Seit Dezember 2019 ist sie Vorstandsvorsitzende des Wiener Wiesenthal Instituts für Holocaust-Studien (VWI).
Stoisits widmete sich in ihrer Zeit als Abgeordnete vor allem den Themen Minderheiten, Menschenrechte, Migration und Justiz und wurde im Parlament dafür bekannt, ihre Reden mit den burgenländisch-kroatischen Worten „Dobar dan, poštovane dame i gospodo“ („Guten Tag, sehr geehrte Damen und Herren“) zu beginnen.
1993 kam es im Parlament, in einer Ausschuss-Sitzung, zu der später bekannten „Lutsch-Affäre“ (recherchiert durch die Zeitschrift Profil). Einem äußerst sexistischen Zwischenruf des ÖVP Nationalratsabgeordneten Paul Burgstallers (siehe dazu den Artikel, Abschnitt: Politik.). Terezija Stoisits möge das Mikrofon ”in den Mund nehmen und fest daran lutschen!” Nach der Veröffentlichung des Vorfalls legte Burgstaller alle Funktionen bei der ÖVP danach ab.
Im Dezember 1993 war Terezija Stoisits Adressatin einer Briefbombe des rassistisch motivierten Bombenattentäters Franz Fuchs. Da die Bombe rechtzeitig entdeckt wurde, detonierte sie nicht.

## Auszeichnungen
- 2002 wurde sie von der Israelitischen Kultusgemeinde Wien mit der Friedrich Torberg-Medaille ausgezeichnet.
- 2013 wurde ihr von Bundespräsident Heinz Fischer das Große Silberne Ehrenzeichen am Bande für Verdienste um die Republik Österreich verliehen.
- 2020 wurde ihr vom Wiener Bürgermeister und Landeshauptmann Michael Ludwig das Goldene Ehrenzeichen für Verdienste um das Land Wien verliehen.[5]

## Privates
Terezija Stoisits hat einen Sohn und lebt mit Bruno Aigner (ehemaliger Sprecher von Bundespräsident Heinz Fischer) in einer Lebenspartnerschaft.